# Akovos
Akovos  este un oraș în Grecia în Prefectura Arcadia.